# Believer
Believer (с англ. — «Верующий») — христианская метал-группа из США из города Коулбрук (штат Пенсильвания). В своих произведениях музыканты комбинируют трэш-метал и прогрессив-метал. Своей необычной музыкой и интеллектуальными философскими текстами, группа заработала славу одной из самых неординарных команд в экстремальном метале.

## История

### Ранние годы
Believer был образован в 1986 году поющим гитаристом Куртом Бэкманом и ударником Джоуи Даубом. К группе так же присоединились Хоуи Крафт (бас) и Дэйв Бэдорф (гитара). Первым релизом группы стала демозапись The Return. Она не снискала особой популярности и группа сменила стиль на Трэш.
В 1989 году на лейбле R.E.X. Records был издан первый альбом Believer — Extraction From Mortality. Вскоре после издания диска, группа стала настолько популярной, что её стали называть одним из флагманов Христианского Метала. Благодаря этому, на неё обратили внимание люди из Roadrunner Records, и в 1990 контракт со звукозаписывающей компанией был подписан.

### 1990-е
В 1990 году на место Хоуи Крафта пришёл Уайт Робертсон, и Believer записали свой второй альбом под названием Sanity Obscure, который стал намного более техничным, чем свой предшественник. Для записи песни «Dies Irae» были приглашены виолончелист Скотт Лэрд и его сестра Джулиана, которая исполнила роль вокалистки. Песни «Stop the Madness» и «Nonpoint» были изданы в формате сингла, так же в издание вошла кавер-версия песни группы U2 «Like a Song». Вскоре после релиза, группа отправилась в совместное турне с Англичанами Bolt Thrower и Канадцами Sacrifice.
Уайт Робертсон и Дэйв Бэддорф покинули группу перед началом записи третьего студийного альбома. На место басиста пришёл Джим Винтерс, а все гитарные партии исполнял Бэкман. В 1993 году группа выпустила свой самый прогрессивный и техничный альбом — Dimensions. Венцом творческого развития группы на тот момент, стала композиция «Trilogy of Knowledge», более чем двадцати минутное сказание о жизни Христа, добре и зле. Так же, Dimensions был номинирован на GMA Dove Award в категории «Тяжёлый альбом года».
После столь успешного альбома, у группы наступил творческий кризис и в 1994 году она была распущена.

### XXI век
В 2005 году на своём официальном сайте Дауб объявил, что они с Куртом Бэкманом взялись за написание нового материала для Believer. А в 2007 году серьёзные намерения группы подтвердились — была открыта официальная страница на MySpace, подписан контракт с Польским лейблом Metal Blade, а также отыграно несколько концертов. Четвёртый студийный альбом Believer должен увидеть свет 17 марта 2009 года.

## Звучание
Для музыки Believer характерны сложные ритмические рисунки, частые смены темпа, быстрые и техничные риффы, «сырое» звучание инструментов, кричащий вокал. Часто в песнях группы можно услышать семплы, характерные для стиля Индастриал. Так же используются классические струнные инструменты.

## Состав

### Текущий состав
- Курт Бэкман — вокал, гитара (на всех альбомах)
- Джоуи Дауб — ударные(на всех альбомах)
- Джеф Кинг — клавишные (на альбоме Gabriel)
- Элтон Нестлер — гитара (на альбоме Gabriel)
- Кевин Лиэмэн — бас (на альбоме Gabriel)

### Бывшие участники
- Дэйв Бэддорф — гитара (на альбомах Extraction From Mortality и Sanity Obscure)
- Хоуи Крафт — бас (на альбоме Extraction From Mortality)
- Уайт Робертсон — бас (на альбоме Sanity Obscure)
- Джим Винтерс — бас (на альбоме Dimensions)
- Скотт Лэрд — виолончель (на альбоме Dimensions, в песнях Extraction From Mortality и Dies Irae)
- Джулиана Лэрд — вокал (в песнях Dies Irae, Trilogy of Knowledge: The Lie, The Truth and The Key)

## Дискография
- 1987 — The Return (Демозапись)
- 1989 — Extraction from Mortality (Полноформатный альбом)
- 1990 — Sanity Obscure (Полноформатный альбом)
- 1991 — Stop the Madness (Сингл)
- 1993 — Dimensions (Полноформатный альбом)
- 2007 — The Chosen Live (Концертный альбом)
- 2009 — Gabriel (Полноформатный альбом, дата выхода — 17 марта 2009 г.)
- 2011 — Transhuman (Полноформатный альбом)